# Thenardiet
Thenardiet is een natriumsulfaat mineraal met de chemische formule Na2SO4.

## Eigenschappen
Het witte tot grijsbruine thenardiet heeft een glans die varieert tussen een glasglans en een vetglans en een witte streepkleur.
Het kristalstelsel is orthorombisch-dipyramidaal en de splijting is perfect langs kristalvlak [010], redelijk langs [101] en incompleet langs [010]. Thenardiet vormt soms tweelingen langs kristalvlakken [110] en [011]. De gemiddelde dichtheid ligt tussen 2,423 en 2,458 en de hardheid is 2,5.
Thenardiet is de mineralogische naam van natriumsulfaat. Natriumsulfaat heeft industriële toepassingen in verschillende sectoren, zoals bijvoorbeeld de voedingssector, waar natriumsulfaat E-nummer E514 heeft. 
In een vochtige omgeving absorbeert thenardiet water en wordt het mineraal omgezet naar mirabiliet (Na2SO4•10H2O).

## Naam
Thenardiet is genoemd naar de Franse chemicus Jacques Louis Thénard (1777-1857), de ontdekker van waterstofperoxide.

## Voorkomen
Thenardiet is een niet-gehydrateerd zout dat van nature voorkomt in gebieden met een droog klimaat. Het komt vaak voor in evaporitische afzettingen in zoutmeren, maar kan ook te vinden zijn in drooggevallen grotten, oude mijnen. Korstvormig thenardiet is occasioneel te vinden nabij fumarolen. 
De typelocatie van thenardiet is het Espartinaszoutmeer in Aranjuez in de Spaanse autonome gemeenschap Madrid.